# Клоунада (фильм, 1989)
«Клоунада» — трагикомедия абсурда, снятая по мотивам произведений Даниила Хармса.
Интимная сцена в «Клоунаде» была одной из первых в отечественном кино. Фильм официально был выпущен в феврале 2005 года. Премьера фильма состоялась на XI Российском кинофестивале «Литература и кино» 26 февраля 2005 года накануне дня рождения режиссёра.

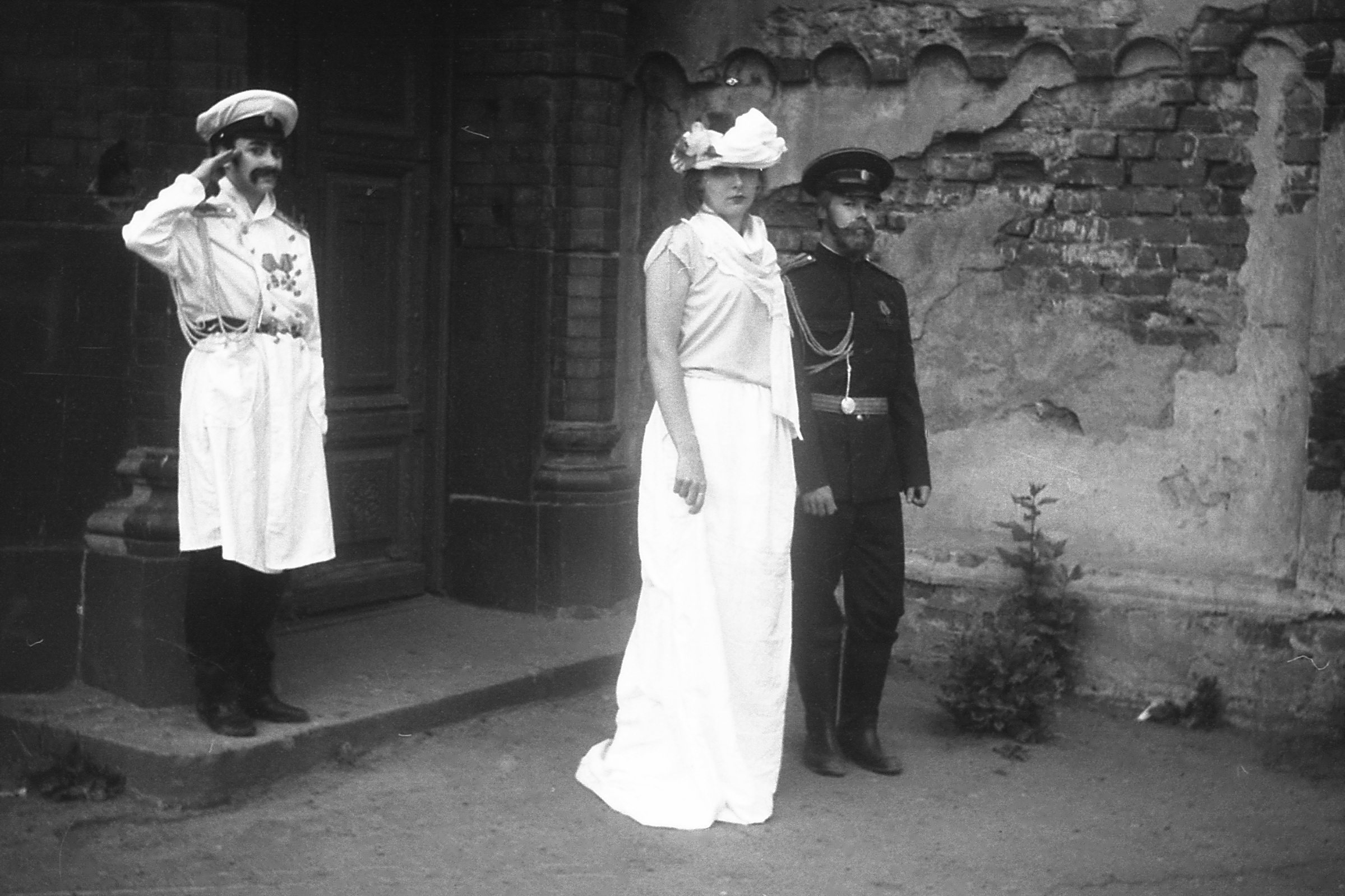
Кадр из фильма «Клоунада», режиссер Дмитрий Фролов

## Сюжет
Трагикомедия абсурда, снятая по мотивам произведений Даниила Хармса (1905—1942). Пытаясь воссоздать реалии 30-х годов, на которое пришёлся расцвет творчества Хармса, режиссёр воспроизводит манеру съемок, актёрской игры того времени и вводит в картину «состаренный» звук. Тем самым ему удаётся добиться максимальной достоверности звучания авторского текста и помочь зрителю погрузиться в атмосферу, в которой жил и творил классик абсурда. Это — мир иллюзий, намёков и ассоциаций, отражающий поток сознания творца, живущего в эпоху молчания. Разные произведения Даниила Хармса филигранно связываются в единое целое посредством некоего персонажа, одетого в матросский бушлат, который кочует от «случая» к «случаю», попадая в различные истории и выходя невредимым из самых невероятных ситуаций. Персонаж является милым воплощением революционного матроса в запасе, какими было наполнено русское общество в начале 30-х годов. Он вполне добродушный «люмпен», не лишённый черт своего класса: наглости, своенравия, беспардонности и бесцеремонности. В фильме экранизированы произведения Хармса: «Помеха», «Победа Мышина», «Григорьев и Семёнов» и др.
Фильм начинается и заканчивается фигурой рассказчика. Он бессловесным наблюдателем перемещается в пространстве кадра, зачастую заглядывая прямо в глаза зрителю. В конце фильма рассказчик убегает от нас, как бы испугавшись или зрителя, или реальность, в которой этот зритель живёт.

## В ролях
- Дмитрий Шибанов
- Наталья Суркова
- Алексей Захаров
- Виктория Злотникова
- Марк Нахамкин
- Дмитрий Фролов
- Евгений Сухоненков

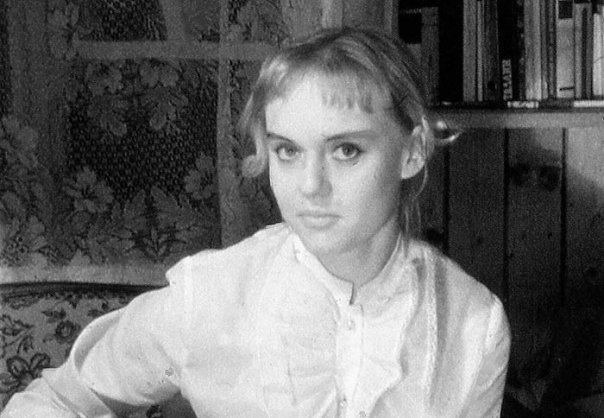
Наталья Суркова в фильме "Клоунада"
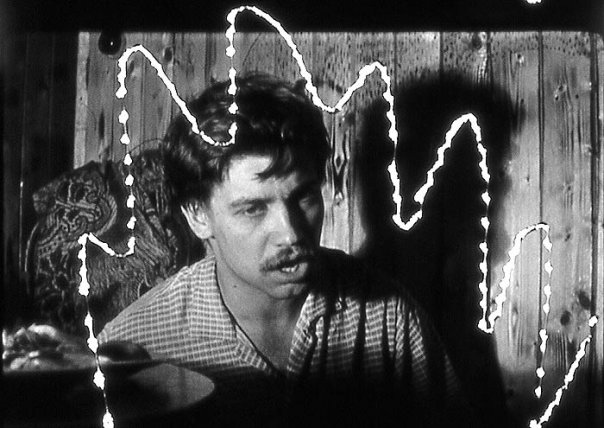
Дмитрий Шибанов в фильме "Клоунада"
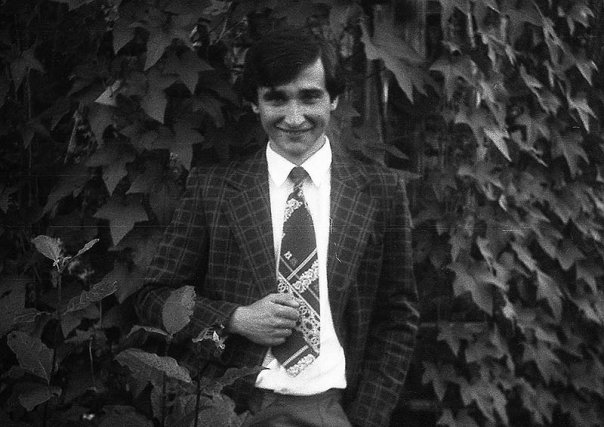
Дмитрий Фролов в фильме "Клоунада"
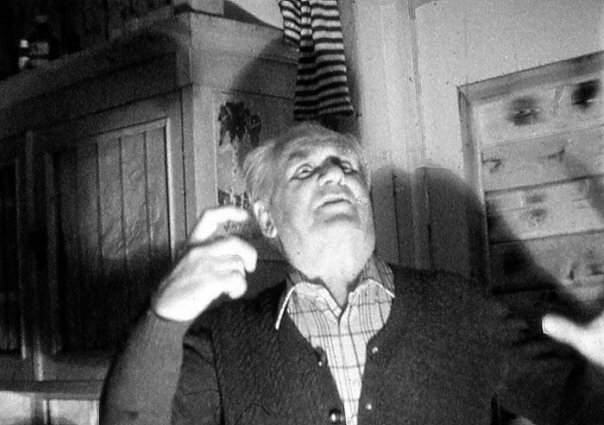
Алексей Захаров в фильме "Клоунада"
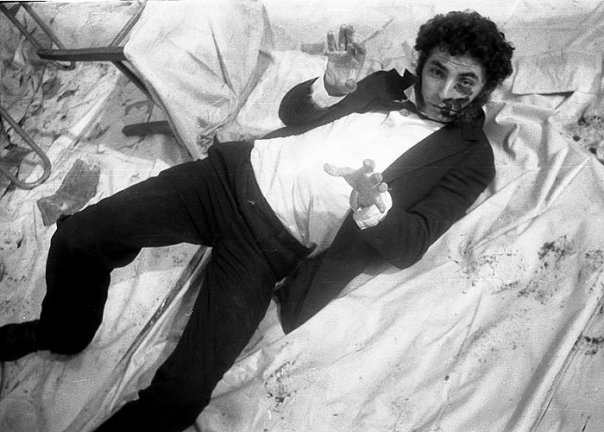
Марк Нахамкин в фильме "Клоунада"
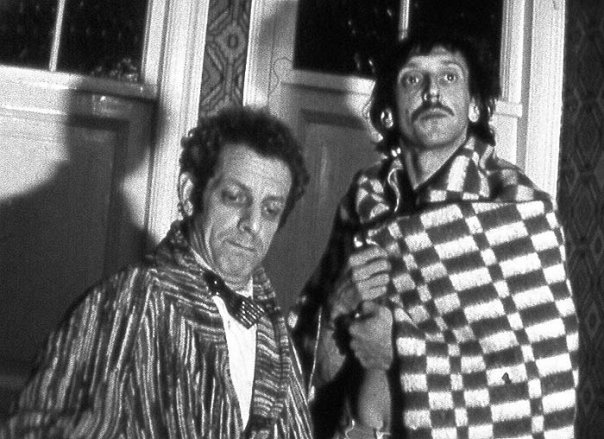
Яков Шмаев и Евгений Сухоненков в фильме "Клоунада"
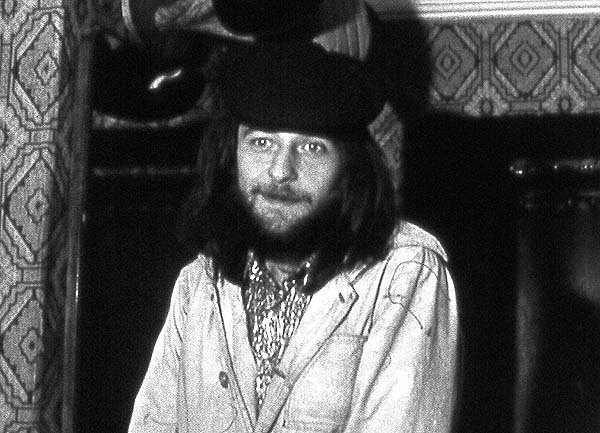
Александр Костин в фильме "Клоунада"
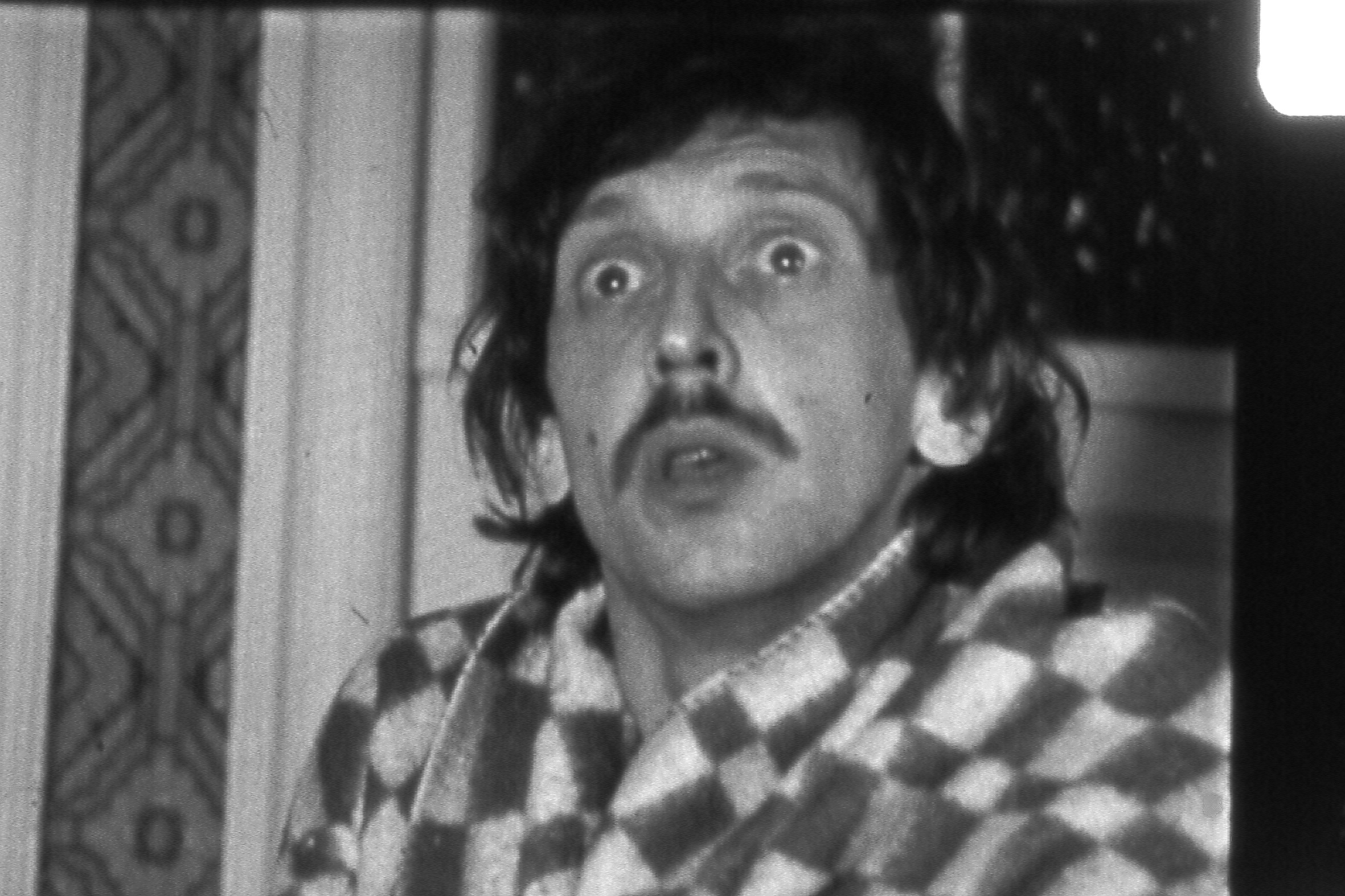
Евгений Сухоненков в фильме "Клоунада"

## Фестивали
- XI Российский кинофестиваль «Литература и кино»,Гатчина, февраль-март 2005;
- IX Международный Фестиваль Искусств «Сергей Осколков и его друзья», Санкт-Петербург, Петергоф, Ораниенбаум, июнь 2005;
- Международный Санкт-Петербургский «ХАРМС-Фестиваль-5», Санкт-Петербург, Россия, июнь-июль 2005;
- Vll Международная Биеннале «ДИАЛОГИ», ЦВЗ Манеж, Санкт-Петербург, август 2005;
- Клуб «СИНЕФАНТОМ», Москва, 17 августа 2005;[2]
- 8-й Международный Фестиваль Независимого кино «Чистые грёзы», Санкт-Петербург, ноябрь 2005;
- X Международный Фестиваль Искусств «Сергей Осколков и его друзья», Санкт-Петербург, Петергоф, Ораниенбаум, июнь 2006;
- «АРТКОНЦЕПТ 2006» — 3-й Международный Фестиваль Тенденциозного Искусства, Санкт-Петербург, август 2006;[3]
- ИНТЕРЗОНА, Санкт-Петербург, июль 2008
- Кинофестиваль Flight Deck Film Festival, Нью-Йорк, США, июль 2020
- Global Monthly Online Film Competition, Канада, сентябрь 2020
- Madras Independent Film Festival, Chennai, India, November, 2020
- Best Director Award, London, United Kingdom, November, 2020
- Kosice International Monthly Film Festival, Košice, Slovakia, December, 2020
- Aurora Film Festival, Caserta, Italy, November, 2020
- Cinemaking International Film Festival, Bangladesh, December, 2020
- Standalone Film Festival & Awards, Rancho Cucamonga, United States, February, 2021
- Oasis Inter Continental Film Festival, Mumbai, India, February, 2021
- Gralha International Monthly Film Awards, Curitiba, Brazil, February, 2021
- Accord Cine Fest, Mumbai, India, April, 2021
- Gutterbliss Temporary Testival, United States, May, 2021
- Continental Film Awards, India, May, 2021
- SonderBlu Film Festival, New York, United States, September, 2021
- Лучшие в Мире самофинансируемые фильмы - Отборочный кинофестиваль CPFF, октябрь 2021
- КИНОТЕАТР НАЦИЙ, Потсдам, Германия, декабрь 2021
- Кинофестиваль "Рай", Будапешт, Венгрия, декабрь 2021
- Гамбургская кинопремия, Гамбург, Германия, январь 2022
- Независимый онлайн-кинофестиваль Shiny Sparkle, январь 2022
- Кинофестиваль в Художественной галерее, Ченнаи, Индия, февраль 2022
- Кинофестиваль "Галлюцинация", Париж, Франция, февраль 2022
- Экспериментальные фильмы онлайн, Нуэво Леон, Мексика, март 2022
- Кинофестиваль в Пау Амарело, Бразилия, апрель 2022
- Всемирный фестиваль инди-фильмов, Wayanad, Индия, апрель 2022
- BIM OFF - Бразильский международный ежемесячный фестиваль независимого кино в Рио-де-Жанейро, Бразилия, июнь 2022
- 4-я кинопремия Screen Online в Керале, Индия, май 2022
- Восточноевропейский кинофестиваль в Крайове, Румыния, июнь 2022
- Награды кинофабрики "Касабланка", Калпетта, Индия, июнь 2022
- Премия "Золотая пшеница" в Стамбуле, Турция, сентябрь 2022
- RAINFOREST INDIE FILM FEST, Индия, октябрь 2022
- Кинофестиваль "Шокфест", США, декабрь 2022
- Голливудский кинофестиваль Битц в Лос-Анджелесе, США, декабрь 2022
- Международный кинофестиваль "Золотая катушка" в Сингапуре, март 2023
- ВСЕМИРНЫЙ КИНОФЕСТИВАЛЬ В Калькутте, Индия, август 2023
- Elegant International Film Festival, Индия, Калькутта, сентябрь 2023
- Humro Cinema Film Fest, Покхра, Непал, октябрь 2023
- Голливудский кинофестиваль в Молливуде, Калпетта, Индия, декабрь 2023
- Hollywood A2Z Film Awards, Индия, декабрь 2023
- EMMAS BBC Fest of Multicultural London, Великобритания, Лондон, Великобритания, декабрь 2023

## Награды
- Специальный приз «Через тернии к звездам» за новый язык в кинематографе (Международный Фестиваль Независимого кино «Чистые грезы — VIII», ноябрь 2005)[4]
- FINALIST on The Flight Deck Film Festival, New York City, NY, United States, July 2020
- 'Best Experimental Feature', 'Best Director Feature', 'Best Actor Feature', 'Best Actress Feature', Global Monthly Online Film Competition, Канада, September, 2020[5]
- 'Best Experimental Feature', 'Best Editing' at Madras Independent Film Festival, Chennai, India, November, 2020[6]
- 'Best Director Experimental Film' at Best Director Award, London, United Kingdom, November, 2020[7]
- Honorable mention at Cinemaking International Film Festival, Bangladesh, December, 2020[8]
- ' Лучшая операторская работа игрового фильма — Лучший звуковой дизайн / микс художественного фильма — Лучший дизайн художественного фильма — Лучший дизайн костюма художественного фильма — Лучший плакат художественного фильма на Gralha International Monthly Film Awards, Куритиба, Бразилия , Февраль, 2021
- «Лучший экспериментальный фильм» на фестивале Accord Cine Fest, Мумбаи, Индия. Апрель 2021[9]
- «Лучший европейский экспериментальный фильм» на премии Continental Film Awards, Индия, май 2021[10]
- «Номинант» на Лучшие в мире самофинансируемые фильмы — Отборочный кинофестиваль CPFF, октябрь 2021
- «Финалист» Независимого онлайн-кинофестиваля «Блестящий блеск», январь 2022 года
- «Лучший экспериментальный фильм» на кинофестивале в Художественной галерее, Ченнаи, Индия, февраль 2022[11]
- «Специальное упоминание» на кинофестивале «Галлюцинация», Париж, Франция, февраль 2022
- «Лучший режиссёр» на Ipê Amarelo Film Festival, Бразилия, апрель 2022
- «СПЕЦИАЛЬНОЕ УПОМИНАНИЕ ФЕСТИВАЛЯ», «ЛУЧШАЯ АКТРИСА В ИГРОВОМ ФИЛЬМЕ (1-Е МЕСТО)», Всемирный фестиваль инди-фильмов, Вайанад, Индия, апрель 2022
- НОМИНАНТ - - "Лучший режиссер среднеметражного фильма" - "Лучший сценарий среднеметражного фильма" - "Лучшее звуковое оформление среднеметражного фильма" - "Лучшая операторская работа среднеметражного фильма" - "Лучший монтаж среднеметражного фильма" - "Лучший дизайн производства среднеметражного фильма"Полнометражный фильм" - "Лучший актер среднеметражного фильма" Дмитрию Шибанову - "Лучшая актриса среднеметражного фильма" Наталье Сурковой - "Лучший актер второго плана среднеметражного фильма" Дмитрию Фролову - "Лучшая актриса второго плана среднеметражного фильма" Виктории Злотниковой - "Лучший трейлер" - "Лучший постпродакшн"; ПОБЕДИТЕЛЬ - - "Лучший монтаж среднеметражного фильма", BIM OFF - Бразильский международный ежемесячный фестиваль независимого кино в Рио-де-Жанейро, Бразилия, июнь 2022
- «Лучший художественный фильм, Специальная награда»; «Лучший монтаж, Специальная награда»; «Лучший актер - Дмитрий Шибанов»; «Лучшая актриса, почетное упоминание - Наталья Суркова»; «Лучший актер второго плана - Дмитрий Фролов»; «Лучшая актриса второго плана - Виктория Злотникова», Кинофестиваль в Восточной Европе, Крайова, Румыния, июнь 2022
- «Специальное упоминание фестиваля» и «Приз жюри за актерское мастерство», Награды кинофабрики "Касабланка", Калпетта, Индия, июнь 2022
- «Лучший полнометражный фильм», Премия "Золотая пшеница" в Стамбуле, Турция, сентябрь 2022
- «Почётное упоминание», RAINFOREST INDIE FILM FEST, Индия, октябрь 2022
- «Лучший режиссёр полнометражного фильма», Голливудский кинофестиваль Битц в Лос-Анджелесе, США, декабрь 2022
- «Лучший полнометражный фильм», Elegant International Film Festival, Индия, Калькутта, сентябрь 2023
- ФИНАЛИСТ кинофестиваля Humor Cinema Film Fest, Покхара, Непал, октябрь 2023
- «Лучший игровой фильм», «Лучший режиссер», «Лучший монтажер», «Лучшая актриса Наталья Суркова» на Голливудском кинофестивале в Молливуде, Калпетта, Индия, декабрь 2023 [12]
- «Лучший полнометражный фильм», «Специальное упоминание в номинации "Актерская игра" Натальи Сурковой» на Hollywood A2Z Film Awards, Индия, декабрь 2023 [13]
- «Лучшая кинопродукция на фестивале мультикультурного Лондона EMMAS BBC Fest, Великобритания, Лондон, Великобритания, декабрь 2023 [14]

## Ссылки

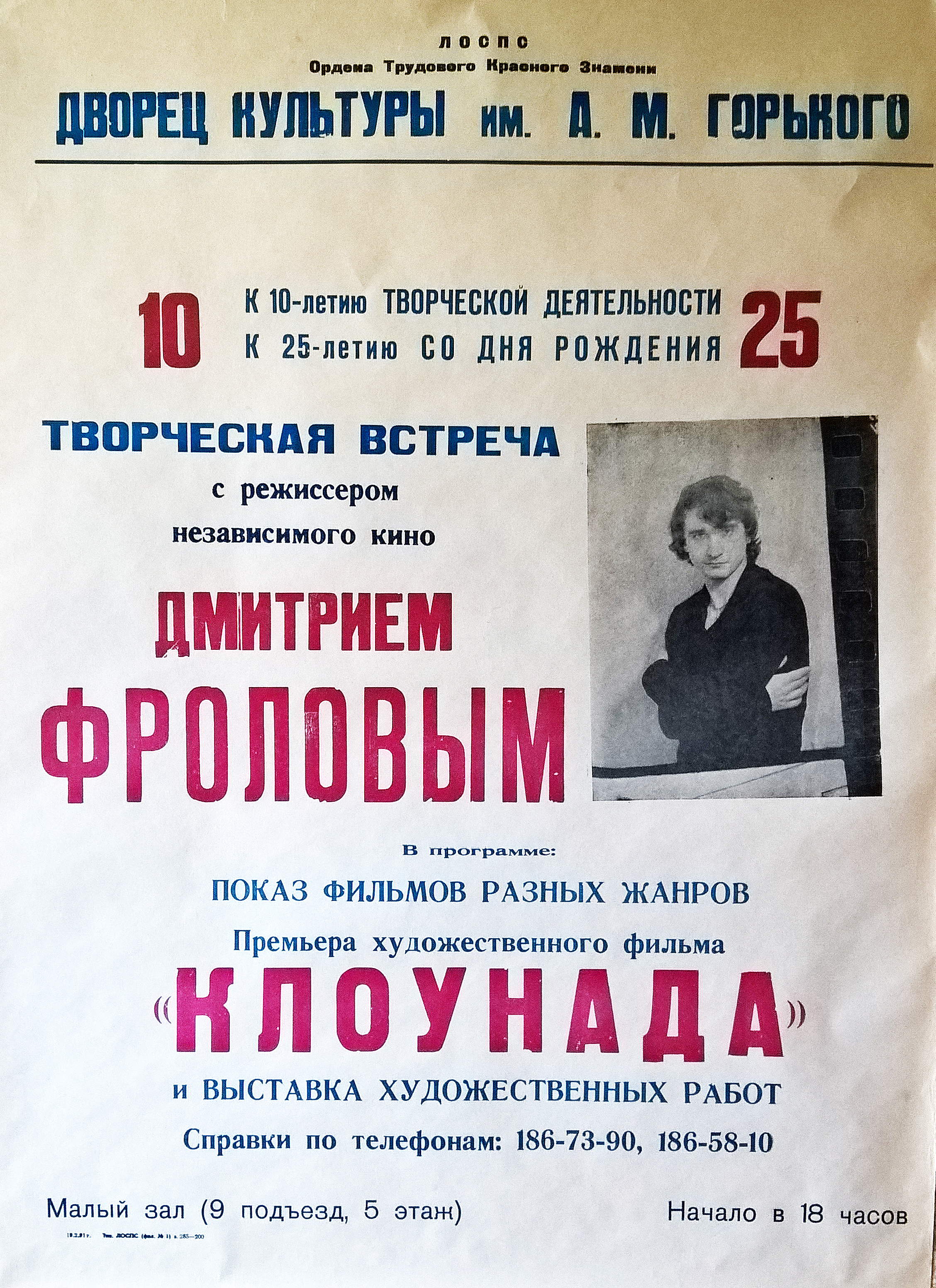
Афиша премьеры фильма Дмитрия Фролова «КлоунАда»